# Pietà z Lubiąża
Pietà z Lubiąża – gotycka rzeźba przedstawiająca Marię, trzymającą na kolanach martwe ciało Jezusa zdjęte z krzyża. Dzieło to reprezentuje nurt mistyczny w plastyce gotyckiej, należy do wąskiej grupy rzeźb ukazujące ciało Chrystusa w układzie schodkowym, znanych w kulturze niemieckiej (gł. Frankonia i Turyngia). Dzieło zostało wykonane między 1360 a 1370. Do 1943 roku znajdowało się w kościele opactwa Cystersów w Lubiążu na Dolnym Śląsku. Od 1946 Pietà prezentowana jest w Galerii Sztuki Średniowiecznej Muzeum Narodowego w Warszawie. Nic nie wiadomo o twórcy rzeźby, według najnowszych badań anonimowy artysta był wykształcony w Turyngii (Erfurt). Zanim przybył na Śląsk, zaznajomił się ze sztuką Środkowej Nadrenii.

## Dzieje
Obecnie nie zachowały się żadne średniowieczne źródła pisane poświadczające twórcę rzeźby jak i jego zleceniodawcę. Historii rzeźby towarzyszy XVIII-wieczna legenda, cytowana jeszcze w starszych, przedwojennych opracowaniach historyczno-artystycznych, według której Pietà lubiąska została wykonana w Bambergu, a ofiarodawcą była św. Jadwiga Śląska, która podarowała dzieło klasztorowi w Trzebnicy. W kronice klasztornej pióra Arnolda Teicherta jest zapisane Fontem novarum Benedictionum ac gratiarum Luba excitavit S. Hedvigis in perantiqia Devotioni sua tunc deserviente B. Matris Dolorosa seu Vespertina Statua huc donata.... Choć ten cytat nie wyjaśnia w pełni faktu sprowadzenia figury przez świętą, w legendzie może tkwić prawda, bowiem na terenie historycznej diecezji bamberskiej zachowało się kilka Piet o tym samym typie co dzieło śląskie. O ile domniemanie o sprowadzeniu figury przez św. Jadwigę jest obecnie uważane za anachronizm, to hipoteza o trzebnickim pochodzeniu Piety jest prawdopodobna, tym bardziej że klasztor trzebnicki pełnił funkcję ważnego na Śląsku ośrodka pielgrzymkowego, co więcej, tego typu Piety pełniły funkcję figur kultowych w klasztorach żeńskich. Być może jeszcze w późnym średniowieczu (w Trzebnicy miały miejsce dwa pożary, w 1464 i 1486) lub w XVI w., rzeźbę zabrali opaci lubiąscy, którzy sprawowali nadzór nad klasztorem trzebnickim. Na figurze widoczne są późniejsze ślady napraw i korekty, z XV i XVII w. Rzeźbę zbezcześcili żołnierze szwedzcy stacjonujący w klasztorze w okresie wojny trzydziestoletniej, po której figura otrzymała nową polichromię i okuciową dekorację na płaszczu Marii. W 2. ćwierci XVIII w. została ustawiona na barokowym ołtarzu wykonanym przez warsztat Franza Josepha Mangoldta. W 1926 r. brała udział w wystawie śląskiej rzeźby średniowiecznej we Wrocławiu. Odnowiona w 1935 roku figura do 15 października 1943 stała na mensie ołtarzowej w ustawionej w piątym od zachodu przęśle północnej nawy bocznej lubiąskiego kościoła klasztornego. W trakcie ewakuacji dzieł sztuki z Lubiąża trafiła do składnicy w kościele klasztornym w Lubomierzu. Na przełomie 1944 i 1945 została przeniesiona do skrytki w Szklarskiej Porębie Średniej. W drugiej połowie października 1945 trafiła do składnicy muzealnej w pałacu Paulinum w Jeleniej Górze, skąd 8 grudnia 1945 została przeniesiona do kolekcji Muzeum Narodowego w Warszawie. W 1973 przeszła zachowawczą renowację. W 1978 uczestniczyła w wystawie Die Parler und die Schöne Stil w Schnūtgen-Museum w Kolonii.

## Wygląd
Pietà lubiąska jest wykonana z drewna lipowego, liczy 181 cm wysokości, 119,5 cm szerokości i jest pokryta polichromią i ornamentalną dekoracją barokową. Figura Marii jest z tyłu wydrążona, zaś postać Chrystusa jest pełnoplastyczna. Na silnie pobrużdżonym obliczu Matki Bożej rysuje się wyraz bólu i współcierpienia. Maria spogląda na martwe ciało Syna, spoczywające na Jej kolanach. Chrystus ma mocno odchyloną do góry i w prawy bok głowę. Jego lewa ręka spoczywa na lewej ręce Marii, zaś prawa opada w dół. Prawą ręką dźwiga ciężar ciała Jezusowego, które obrazuje ogrom cierpienia w trakcie Pasji i kaźni na krzyżu. Ciało Chrystusa jest nienaturalnie wychudłe i zdeformowane, mocno powyginane, z charakterystycznym silnym uwydatnieniem kości żebrowych i stylizowanymi skrzepami stężałej krwi, wypływającej z równomiernie rozmieszczonych ran.

## Analiza
Ikonografia Piety ma swoją tradycję sięgającą przełomu XIII i XIV wieku. Inspiracją były prawdopodobnie literackie opisy Marii opłakującej zdjęte z krzyża ciało syna, przed złożeniem do grobu. Pojęcie Pietà podkreśla cenione w średniowieczu maryjne cnoty: pobożność, pokorę i miłosierdzie. Maria przyjmując z pokorą wolę Boga Ojca przyjęła radosne narodziny i męczeńską śmierć Chrystusa, wydarzenia te szczególnie podkreślają więź Matki i Syna. Łącznikiem tych relacji jest gest ułożenia Jezusa na kolanach Marii. Aktem miłosierdzia Marii jest pełne przyjęcie ofiarnej męki Chrystusa, podobnie jak podczas narodzin troskliwie zaopiekowała się Synem i jednocześnie przyjęła postawę modlitewną, co potęguje kultową funkcję Piety. 
Średniowieczne Piety, w których poczet zalicza się dzieło z Lubiąża, są świadectwem nurtów mistycznych, które ukształtowały ówczesną pobożność. Doloryzm miał na celu pogłębienie wrażliwości na Pasję Chrystusową, dlatego też miały miejsce radykalne zmiany w przedstawianiu wątków pasyjnych, z silnym podkreśleniem ekspresji. Wczesnymi przykładami są: tzw. Pietà Roettgena (obecnie w zbiorach Rheinisches Landesmuseum w Bonn) oraz pokrewne w formie i kompozycji przedstawienia Piet z Sonnefeldu, Salmdorfa (obecnie dzielnica Haar), Chebu oraz z klasztoru Urszulanek w Erfurcie i klasztoru Cystersów w Pforta koło Naumburga (obecnie w skarbcu katedralnym w Naumburgu).